# ピングー in ザ・シティ
『ピングー in ザ・シティ』（Pingu in the City）は、ポリゴン・ピクチュアズ及びNHKの制作による日本の3DCGアニメーション。

## 概要
1986年から2006年にかけてスイス及びイギリスで制作されたストップモーション・アニメーション作品『ピングー』シリーズの続編であり、シリーズ初のフル3DCG製作作品。小さな集落から大都会へ引っ越したピングーとその家族の生活を描く。
監督はポリゴン・ピクチュアズ所属のCGアーティストであるイワタナオミ、映像は3DCG制作会社ダンデライオンアニメーションスタジオが製作している。
キャラクターの声には岩崎諒太と田中文哉が起用されている。ピングーの声を岩崎が、ピングー以外の全てのキャラクターの声を田中が演じている。

## 製作
2014年にピングーのリメイク企画が立ち上がり、そこからポリゴン・ピクチュアズにて幾度か企画が練られた。初期段階では2Dアニメーションで制作される予定だったが、ストップモーション・アニメーション制作のオリジナルシリーズのイメージや雰囲気を維持するために3DCGでの制作が採用された。監督イワタナオミが自身の子どもとキッザニアに行った経験から、ピングーがシリーズを通じて様々な職業を経験するというコンセプトが生まれた。また、舞台を村から大都会へ移動させるというアイデアもイワタが考案したものだった。その後2016年に90秒のパイロット版が制作され、2017年4月半ばからダンデライオン社にて実製作が開始された。映像の製作にはMaya、Redshift、Houdini等のソフトウェアが使用されている。NHKオンデマンド配信番組初の7分番組となる。放送時間は、毎週土曜日午前9時20分～9時27分。再放送は夕方5時25分～5時32分まで放送。
キャラクターや小物の色遣いをカラフルにしたり、劇中に登場する食べ物やキャラクターのジェスチャーは海外でも通じるものを使用するなど、国外での放映を考慮した制作が行われている。

## スタッフ
- 原作 - オットマー・グットマン
- 監督 - イワタナオミ
- ストーリー監修 - フィービー・ラウ
- アニメーションディレクター - 北田勝彦（第1期）、千田宏（第2期）
- CGスーパーバイザー - 鳥居洋之（第1期）、小山田諭（第2期）
- アニメーションスーパーバイザー　岡本稔
- エフェクト - 松浦太郎
- 編集 - 柳圭介
- 音響監督 - 吉田直矢、千本木真純（第2期）、伊東珠里（第2期）
- 音楽 - Ken Arai
- アニメーションプロデューサー - 中岡亮
- 制作統括 - クリストファー・キーナン、土橋圭介（第1期）、八木雪子、守屋秀樹、米村裕子（第2期）
- 制作担当 - 田中志保、早坂翼（第2期）
- アニメーション制作 - ダンデライオンアニメーションスタジオ（第1期）、ポリゴン・ピクチュアズ（第2期）
- 製作著作 - マテル・クリエイションズ、NHK、NHKエンタープライズ、ポリゴン・ピクチュアズ

## 各話リスト
| 話数            | サブタイトル                 | 脚本         | 絵コンテ       | 演出           | 放送日         |
| 第1期           | 第1期                        | 第1期        | 第1期          | 第1期          | 第1期          |
| --------------- | ---------------------------- | ------------ | -------------- | -------------- | -------------- |
| 第1話           | ピングー、スターシェフになる | 田辺茂範     | 北田勝彦       | -              | 2017年 10月7日 |
| 第2話           | ただいま工事中！             | うえのきみこ | しぎのあきら   | -              | 10月14日       |
| 第3話           | 子守はつらいよ               | うえのきみこ | 浅井幸信       | 浅井幸信       | 10月21日       |
| 第4話           | ピングー、パン作り名人になる | うえのきみこ | 外山草         | 外山草         | 10月28日       |
| 第5話           | スーパーサブ登場             | 田辺茂範     | しぎのあきら   | -              | 11月4日        |
| 第6話           | お料理届けます！             | 田辺茂範     | 北田勝彦       | -              | 11月11日       |
| 第7話           | ただいま発電中！             | 田辺茂範     | 外山草         | 外山草         | 11月18日       |
| 第8話           | 小さな侵入者                 | うえのきみこ | しぎのあきら   | -              | 11月25日       |
| 第9話           | ペンギンの本能               | うえのきみこ | アベユーイチ   | アベユーイチ   | 12月2日        |
| 第10話          | 花束を贈ろう！               | 田辺茂範     | 浅井幸信       | 浅井幸信       | 12月9日        |
| 第11話          | イグルーを作ろう！           | うえのきみこ | しぎのあきら   | -              | 12月16日       |
| 第12話          | サンタクロースの落とし物！？ | うえのきみこ | 北田勝彦       | -              | 12月23日       |
| 第13話          | らくちんマシン               | うえのきみこ | アベユーイチ   | アベユーイチ   | 12月30日       |
| 第14話          | パンでアート！？             | 田辺茂範     | 足立慎吾       | 足立慎吾       | 2018年 1月13日 |
| 第15話          | ママのバースデー             | うえのきみこ | 浅井幸信       | 浅井幸信       | 1月20日        |
| 第16話          | 空飛ぶペンギン               | うえのきみこ | ホッチカズヒロ | ホッチカズヒロ | 1月27日        |
| 第17話          | 僕たちフィギュアスケーター   | うえのきみこ | 鈴木健太       | 鈴木健太       | 2月3日         |
| 第18話          | 水もれ注意！                 | うえのきみこ | ホッチカズヒロ | -              | 2月10日        |
| 第19話          | オシャレなピンガ             | うえのきみこ | 外山草         | -              | 2月17日        |
| 第20話          | リフティングでゴー！         | 田辺茂範     | 北田勝彦       | -              | 2月24日        |
| 第21話          | 魚つりは楽しい！？           | うえのきみこ | 北田勝彦       | -              | 3月3日         |
| 第22話          | 郵便配達は大騒ぎ！           | 田辺茂範     | 鈴木健太       | -              | 3月10日        |
| 第23話          | ひっつきパニック             | 田辺茂範     | 外山草         | -              | 3月17日        |
| 第24話          | お手紙届けます！             | 田辺茂範     | 外山草         | -              | 3月21日        |
| 第25話          | 勝利は誰の手に！？           | うえのきみこ | 北田勝彦       | -              | 3月24日        |
| 第26話          | 花を咲かせよう！             | 田辺茂範     | 山本靖貴       | -              | 3月31日        |
| 第2期           |                              |              |                |                |                |
| 第1話 （27話）  | 消防訓練は大変だ！           | うえのきみこ | 中島絵里香     |                | 2018年 10月6日 |
| 第2話 （28話）  | 謎の助っ人登場               | うえのきみこ | 中島絵里香     |                | 10月13日       |
| 第3話 （29話）  | おじいちゃんがやってきた！   | うえのきみこ | 小池智実       |                | 10月20日       |
| 第4話 （30話）  | 汚すのはだれだ!?             | 田辺茂範     | 小池智実       |                | 10月27日       |
| 第5話 （31話）  | 謎の生物現わる！             | 田辺茂範     | 中島絵里香     |                | 11月3日        |
| 第6話 （32話）  | すてきなセッション           | 田辺茂範     | 小池智実       |                | 11月10日       |
| 第7話 （33話）  | シャッターチャンス           | 田辺茂範     | 中島絵里香     |                | 11月17日       |
| 第8話 （34話）  | 中身はなあに？               | うえのきみこ | 小池智実       |                | 11月24日       |
| 第9話 （35話）  | 青いペンギンを追え！         | 田辺茂範     | 小池智実       |                | 12月1日        |
| 第10話 （36話） | 宇宙は楽しいことばかり！     | うえのきみこ | 中島絵里香     |                | 12月8日        |
| 第11話 （37話） | 雪山レスキュー隊             | 田辺茂範     | 小池智実       |                | 12月15日       |
| 第12話 （38話） | たまごはどこだ？             | うえのきみこ | 中島絵里香     |                | 12月22日       |
| 第13話 （39話） | 映画を作ろう！               | うえのきみこ | 小池智実       |                | 12月29日       |
| 第14話 （40話） | スターをさがせ！             | うえのきみこ | 中島絵里香     |                | 2019年 1月5日  |
| 第15話 （41話） | やっかいなお手伝い           | 田辺茂範     | 中島絵里香     |                | 1月12日        |
| 第16話 （42話） | 不思議な美容院               | うえのきみこ | 小池智実       |                | 1月19日        |
| 第17話 （43話） | ただいまパトロール中！       | イワタナオミ | 中島絵里香     |                | 1月26日        |
| 第18話 （44話） | すばらしい発見               | イワタナオミ | 小池智実       |                | 2月2日         |
| 第19話 （45話） | 伝説の宝を探し出せ！         | 田辺茂範     | 小池智実       |                | 2月9日         |
| 第20話 （46話） | ステキな月旅行               | うえのきみこ | 小池智実       |                | 2月16日        |
| 第21話 （47話） | 踊る交通整理                 | 田辺茂範     | 岡本稔         |                | 2月23日        |
| 第22話 （48話） | テレビに出たい！             | うえのきみこ | 中島絵里香     |                | 3月2日         |
| 第23話 （49話） | フリーマーケット             | 田辺茂範     | 中島絵里香     |                | 3月9日         |
| 第24話 （50話） | 動く彫刻                     | イワタナオミ | 中島絵里香     |                | 3月16日        |
| 第25話 （51話） | おやつを守れ！               | 田辺茂範     | 小池智実       |                | 3月23日        |
| 第26話 （52話） | 不思議な演奏会               | うえのきみこ | 岡本稔         |                | 3月30日        |